# DeviantArt
deviantArt (официално deviantART, обикновено с абревиатура dA) е онлайн общност, в която се качват различни видове „произведения на изкуството“, направени от потребителите. Отворен е на 7 август, 2000 от Скот Джаркоф, Матю Стивънс, Анджело Сотира и други. Дружеството на deviantArt се намира в Холивуд, Лос Анджелис, Съединени щати.
deviantArt се стреми да осигури платформа за всеки майстор, където да показва и да обсъжда творбите си. Творбите са организирани в обширна категорийна структура, която включва фотография, дигитално изкуство, традиционно изкуство, литература, Flash, кинопроизводство, скинове за апликации и други. Също така има и обширни източници, които могат да се теглят, като уроци и стокова фотография. Допълнителните удобства включват дневници, анкети, групи и портфолия.
„Фела“, малка котка робот, е официалният талисман на devianArt.
От август 2010 сайтът се състои от повече от 14,5 милиона членове и повече от 100 милиона изявления и получава около 140 000 такива на ден. В допъление потребителите на deviantArt имат повече от 1,4 милиона „любими“ и 1,5 милиона коментари дневно. Домейнът deviantart.com привлича около 36 милиона посетители годишно. От юли 2011 е тринадесетата най-голяма социална мрежа с 3,8 милиона посетители на седмица.